# Anglorromaní
El anglorromaní es el habla característica de los romani de Inglaterra y Gales; se trata de una mezcla de inglés y romaní, básicamente realizada a través de la inserción de palabras derivadas del romaní en el inglés.
El anglorromaní, hoy en día apenas un pequeño corpus léxico embebido en el inglés, es el resultado de una evolución de un dialecto del romaní hablado hace tiempo en Inglaterra y Gales.
Su uso está asociado a la aparición de una modalidad emotiva del habla, en el sentido de que invita al oyente a interpretar lo que escucha a la luz de una serie de conocimientos, valores y actitudes particulares, compartidos solo por los miembros de una pequeña comunidad, en principio formadas por miembros de una misma familia y por las personas más allegadas a la misma.

## Fuente
- Matras, Yaron y otros, «Angloromani: A Differente Kind of Language?», Anthropological Linguistics, 49, n.º 2, 2007, págs. 142-184.

- Datos: Q541279